# Eiskunstlauf-Weltmeisterschaften 1971
Die 61. Eiskunstlauf-Weltmeisterschaften fanden vom 23. bis 28. Februar 1971 in Lyon (Frankreich) statt.

## Ergebnisse
- P = Pflicht
- PT = Pflichttanz
- K = Kür
- KP = Kurzprogramm
- B = Bewertung

### Herren
| Platz | Sportler              | Land                   | P  | K  | B     |
| ----- | --------------------- | ---------------------- | -- | -- | ----- |
| 1     | Ondrej Nepela         | Tschechoslowakei       | 1  | 1  | 12    |
| 2     | Patrick Péra          | Frankreich             | 2  | 3  | 18    |
| 3     | Sergei Tschetweruchin | Sowjetunion            | 3  | 8  | 34    |
| 4     | Jan Hoffmann          | DDR                    | 4  | 2  | 34    |
| 5     | John Misha Petkevich  | Vereinigte Staaten     | 5  | 4  | 44    |
| 6     | Haig Oundjian         | Vereinigtes Königreich | 6  | 7  | 58    |
| 7     | Juri Owtschinnikow    | Sowjetunion            | 7  | 9  | 70    |
| 8     | Kenneth Shelley       | Vereinigte Staaten     | 9  | 5  | 66    |
| 9     | Gordon McKellen       | Vereinigte Staaten     | 11 | 10 | 89    |
| 10    | Didier Gailhauguet    | Frankreich             | 10 | 11 | 89    |
| 11    | Toller Cranston       | Kanada                 | 15 | 6  | 90    |
| 12    | Günter Anderl         | Österreich             | 8  | 14 | 115   |
| 13    | Jacques Mrozek        | Frankreich             | 14 | 11 | 117   |
| 14    | John Curry            | Vereinigtes Königreich | 13 | 13 | 116   |
| 15    | Daniel Höner          | Schweiz                | 12 | 16 | 137   |
| 16    | Josef Zidek           | Tschechoslowakei       | 18 | 15 | 148   |
| 17    | Zdeněk Pazdírek       | Tschechoslowakei       | 17 | 19 | 155   |
| 18    | Stefano Bargauan      | Italien                | 16 | 18 | 157,5 |
| 19    | Klaus Grimmelt        | BR Deutschland         | 21 | 17 | 167,5 |
| 20    | Yutaka Higuchi        | Japan                  | 19 | 20 | 180   |
| 21    | Gheorghe Fazekas      | Rumänien               | 20 | 21 | 186   |

- Schiedsrichter: Elemér Terták  Ungarn
- Assistenzschiedsrichter: Danald H. Gilchrist  Kanada

Punktrichter waren:
- Helga von Wiecki  DDR
- Milan Duchón  Tschechoslowakei
- Michele Beltrami  Italien
- Geoffrey Yates  Vereinigtes Königreich
- Kinuko Ueno  Japan
- Vera Curceac  Rumänien
- Norman E. Fuller  Vereinigte Staaten
- Tatjana Danilenko  Sowjetunion
- Monique Georgelin  Frankreich

### Damen
| Platz | Sportlerin         | Land                   | P  | K  | B    |
| ----- | ------------------ | ---------------------- | -- | -- | ---- |
| 1     | Beatrix Schuba     | Österreich             | 1  | 7  | 10   |
| 2     | Julie Lynn Holmes  | Vereinigte Staaten     | 2  | 5  | 24,5 |
| 3     | Karen Magnussen    | Kanada                 | 4  | 2  | 27   |
| 4     | Janet Lynn         | Vereinigte Staaten     | 5  | 1  | 34   |
| 5     | Rita Trapanese     | Italien                | 3  | 8  | 47.5 |
| 6     | Sonja Morgenstern  | DDR                    | 9  | 3  | 52   |
| 7     | Zsuzsa Almássy     | Ungarn                 | 6  | 4  | 57   |
| 8     | Charlotte Walter   | Schweiz                | 8  | 14 | 86   |
| 9     | Christine Errath   | DDR                    | 13 | 6  | 83   |
| 10    | Suna Murray        | Vereinigte Staaten     | 14 | 9  | 91   |
| 11    | Jelena Alexandrowa | Sowjetunion            | 10 | 13 | 103  |
| 12    | Patricia Ann Dodd  | Vereinigtes Königreich | 7  | 16 | 100  |
| 13    | Kazumi Yamashita   | Japan                  | 12 | 11 | 116  |
| 14    | Ludmila Bezáková   | Tschechoslowakei       | 11 | 15 | 122  |
| 15    | Jean Scott         | Vereinigtes Königreich | 15 | 10 | 132  |
| 16    | Diane Hall         | Kanada                 | 19 | 12 | 132  |
| 17    | Anita Johansson    | Schweden               | 16 | 18 | 145  |
| 18    | Judith Bayer       | BR Deutschland         | 20 | 17 | 159  |
| 19    | Ruth Hutchinson    | Kanada                 | 17 | 20 | 168  |
| 20    | Sonja Balun        | Österreich             | 22 | 19 | 177  |
| 21    | Joëlle Cartaux     | Frankreich             | 18 | 22 | 188  |
| 22    | Cinzia Frosio      | Italien                | 21 | 21 | 197  |

- Schiedsrichter: Josef Dědič  Tschechoslowakei
- Assistenzschiedsrichterin: Sonia Bianchetti  Italien

Punktrichter waren:
- Nonna Nestegina  Sowjetunion
- Eva von Gamm  BR Deutschland
- Walburga Grimm  DDR
- Elof Niklasson  Schweden
- Mary Louise Wright  Vereinigte Staaten
- Éva György  Ungarn
- Ludwig Gassner  Österreich
- Giorgio Siniscalco  Italien
- Barbara Graham  Kanada

### Paare
| Platz | Sportler                            | Land                   | P  | KP | B   |
| ----- | ----------------------------------- | ---------------------- | -- | -- | --- |
| 1     | Irina Rodnina / Alexei Ulanow       | Sowjetunion            | 1  | 2  | 11  |
| 2     | Ljudmila Smirnowa / Andrei Suraikin | Sowjetunion            | 2  | 1  | 17  |
| 3     | Alicia Starbuck / Kenneth Shelley   | Vereinigte Staaten     | 3  | 3  | 29  |
| 4     | Manuela Groß / Uwe Kagelmann        | DDR                    | 4  | 4  | 37  |
| 5     | Almut Lehmann / Herbert Wiesinger   | BR Deutschland         | 5  | 5  | 48  |
| 6     | Melissa Militano / Mark Militano    | Vereinigte Staaten     | 6  | 6  | 56  |
| 7     | Annette Kansy / Axel Salzmann       | DDR                    | 8  | 7  | 62  |
| 8     | Galina Karelina / Georgi Proskurin  | Sowjetunion            | 6  | 8  | 76  |
| 9     | Sandra Bezic / Val Bezic            | Kanada                 | 9  | 9  | 180 |
| 10    | Grazyna Osmanska / Adam Brodecki    | Polen                  | 11 | 10 | 88  |
| 11    | Barbara Brown / Doug Berndt         | Vereinigte Staaten     | 12 | 11 | 98  |
| 12    | Brunhilde Baßler / Eberhard Rausch  | BR Deutschland         | 10 | 12 | 104 |
| 13    | Linda Connolly / Colin Taylforth    | Vereinigtes Königreich | 13 | 13 | 118 |
| 14    | Florence Cahn / Jean-Roland Racle   | Frankreich             | 14 | 14 | 121 |
| 15    | Kotoe Nagasawa / Hiroshi Nagakubo   | Japan                  | 17 | 15 | 137 |
| 16    | Karin Künzle / Christian Künzle     | Schweiz                | 18 | 16 | 146 |
| 17    | Teresa Skrzek / Piotr Sczypa        | Polen                  | 16 | 17 | 149 |
|       | Evelyne Scharf / Wilhelm Bietak     | Österreich             | 15 |    | Z   |

- Z = Zurückgezogen
- Schiedsrichter: Karl Enderlin  Schweiz
- Assistenzschiedsrichter: Néri Valdes  Frankreich

Punktrichter waren:
- Jürg Wilhelm  Schweiz
- Carla Listing  DDR
- Pamela Davis  Vereinigtes Königreich
- Monique Petis  Frankreich
- Norman E. Fuller  Vereinigte Staaten
- Eva von Gamm  BR Deutschland
- Edwin Kucharz  Österreich
- Maria Zuchowicz  Polen
- Nonna Nestegina  Sowjetunion

### Eistanz
| Platz | Sportler                                 | Land                   | P  | PT | B     |
| ----- | ---------------------------------------- | ---------------------- | -- | -- | ----- |
| 1     | Ljudmila Pachomowa / Alexander Gorschkow | Sowjetunion            | 1  | 1  | 16    |
| 2     | Angelika Buck / Erich Buck               | BR Deutschland         | 3  | 2  | 21    |
| 3     | Judy Schwomeyer / James Sladky           | Vereinigte Staaten     | 2  | 3  | 20    |
| 4     | Susan Getty / Roy Bradshaw               | Vereinigtes Königreich | 4  | 4  | 33    |
| 5     | Tatjana Woitjuk / Wjatscheslaw Schigalin | Sowjetunion            | 5  | 5  | 47    |
| 6     | Janet Sawbridge / Jon Lane               | Vereinigtes Königreich | 6  | 7  | 58    |
| 7     | Hilary Green / Glyn Watts                | Vereinigtes Königreich | 10 | 8  | 71    |
| 8     | Jelena Scharkowa / Gennadi Karponossow   | Sowjetunion            | 7  | 6  | 71    |
| 9     | Anne Millier / Harvey Millier III        | Vereinigte Staaten     | 9  | 10 | 80    |
| 10    | Mary Karen Campbell / Johnny Johns       | Vereinigte Staaten     | 8  | 9  | 88    |
| 11    | Louise Lind / Barry Soper                | Kanada                 | 11 | 11 | 103   |
| 12    | Diana Skotnická / Martin Skotnický       | Tschechoslowakei       | 13 | 12 | 109,5 |
| 13    | Anne-Claude Wolfers / Roland Mars        | Frankreich             | 12 | 13 | 113   |
| 14    | Teresa Weyna / Piotr Bojańczyk           | Polen                  | 14 | 14 | 117,5 |
| 15    | Ilona Berecz / István Sugár              | Ungarn                 | 15 | 16 | 134   |
| 16    | Matilde Ciccia / Lamberto Ceserani       | Italien                | 16 | 15 | 142   |
| 17    | Tatiana Grossen / Alessandro Grossen     | Schweiz                | 17 | 17 | 157   |
| 18    | Astrid Kopp / Axel Kopp                  | BR Deutschland         | 18 | 18 | 158   |
| 19    | Angelika Wiesner / Hans-Jürgen Wiesner   | BR Deutschland         | 19 | 20 | 174   |
| 20    | Brigitte Scheijbal / Kurt Jaschek        | Österreich             | 20 | 19 | 177   |

- Schiedsrichter: Emil Skákala  Tschechoslowakei
- Assistenzschiedsrichter: Henri Meudec  Frankreich

Punktrichter waren:
- Dagmar Řeháková  Tschechoslowakei
- Mary Louise Wright  Vereinigte Staaten
- Lysiane Lauret  Frankreich
- Maria Zuchowicz  Polen
- Igor Kabanow  Sowjetunion
- Erika Schiechtl  BR Deutschland
- George Marsh  Vereinigtes Königreich
- Klára Kozári  Ungarn
- George J. Blundun  Kanada

## Medaillenspiegel
| Platz | Land               | Gold | Silber | Bronze | Gesamt |
| ----- | ------------------ | ---- | ------ | ------ | ------ |
| 1     | Sowjetunion        | 2    | 1      | 1      | 4      |
| 2     | Österreich         | 1    | –      | –      | 1      |
| 2     | Tschechoslowakei   | 1    | –      | –      | 1      |
| 4     | Vereinigte Staaten | –    | 1      | 2      | 3      |
| 5     | Frankreich         | –    | 1      | –      | 1      |
| 6     | Kanada             | –    | –      | 1      | 1      |
| 6     | BR Deutschland     | –    | –      | 1      | 1      |